# Zarià (Adiguèsia)
|  | Per a altres significats, vegeu «Zarià». |

Zarià - Заря (rus) és un possiólok de la República d'Adiguèsia, a Rússia. Es troba a 3 km a l'oest de Ponejukai i a 69 km al nord-oest de Maikop, la capital de la república. El 2017 la vila estava deshabitada.
Pertany al municipi de Ponejukai.